# 웨스트로
웨스트로(Westlaw)는 미국의 대표적인 법령문헌 정보 데이터 베이스이다. 법률출판에서 독보적인 톰슨 웨스트의 자회사이다. 렉시스넥시스와 함께 법률정보 시장을 지배한다고 할 수 있다. 웨스트 사만의 고유 법령 분류체계로 널리 알려져 있으며 법률의 유효성을 알려주는 키사이트(KeyCite)서비스도 널리 쓰이고 있다.
연방 및 주의 헌법, 법률, 명령, 조례, 규칙등을 총 망라하여 검색 가능하다. 속보식, 회기별, 주제별, 주석식 법전이 모두 수록되어 있으며 법령뿐만 아니라 방대한 양의 관련 문헌과 자료, 그리고 판례를 입체적으로 검색할 수 있다. 단지 유료회원제로 운영되며 사용료가 높은 편이다.

## 같이 보기
- 렉시스